# Ti amo (nummer)
"Ti amo" is een nummer van de Italiaanse zanger Umberto Tozzi. Het verscheen op zijn album È nell'aria...ti amo uit 1977. Dat jaar werd het uitgebracht als de enige single van het album.

## Achtergrond
"Ti amo" is geschreven door Tozzi en Giancarlo Bigazzi en geproduceerd door Bigazzi. De titel is naar het Nederlands te vertalen als "Ik hou van jou". Ook verscheen er een Spaanstalige versie met de titel "Te amo". Het verhaal speelt zich af op de Dag van de Arbeid. Een man is lange tijd vanwege zijn werk van huis geweest en op de laatste dag zegt hij zijn geliefde vaarwel. Wanneer hij thuiskomt, vraagt hij zijn vrouw om vergiffenis.
"Ti amo" werd een grote hit. Het bereikte de nummer 1-positie in onder meer zijn thuisland Italië, alsmede in Frankrijk, Griekenland, Zweden en Zwitserland. In Nederland piekte het op de vijftiende plaats in zowel de Top 40 als de Nationale Hitparade, terwijl in Vlaanderen de vierde plaats in een voorloper van de Ultratop 50 werd gehaald.
"Ti amo" werd gecoverd in het Duits door Howard Carpendale in 1977, in het Frans door Dalida in 1977, in het Engels door Laura Branigan in 1984 en in het Spaans door Sergio Dalma in 2011. Carpendale behaalde de tweede plaats in Duitsland, terwijl Branigan in Australië de tweede positie bereikte. Het nummer werd in 2002 in de film Asterix & Obelix: Missie Cleopatra gebruikt als duet tussen Tozzi en Monica Bellucci. Datzelfde jaar bereikte een duet met Lena Ka onder de titel "Ti amo (rien que des mots)" de top drie in Frankrijk en Wallonië. In 2017 verscheen een Italiaans-Engelse versie in duet met Anastacia.

## Hitnoteringen

### Nederlandse Top 40
| Hitnotering: 04-02-1978 t/m 25-03-1978 | Hitnotering: 04-02-1978 t/m 25-03-1978 | Hitnotering: 04-02-1978 t/m 25-03-1978 | Hitnotering: 04-02-1978 t/m 25-03-1978 | Hitnotering: 04-02-1978 t/m 25-03-1978 | Hitnotering: 04-02-1978 t/m 25-03-1978 | Hitnotering: 04-02-1978 t/m 25-03-1978 | Hitnotering: 04-02-1978 t/m 25-03-1978 | Hitnotering: 04-02-1978 t/m 25-03-1978 | Hitnotering: 04-02-1978 t/m 25-03-1978 |
| Week                                   | 1                                      | 2                                      | 3                                      | 4                                      | 5                                      | 6                                      | 7                                      | 8                                      |                                        |
| -------------------------------------- | -------------------------------------- | -------------------------------------- | -------------------------------------- | -------------------------------------- | -------------------------------------- | -------------------------------------- | -------------------------------------- | -------------------------------------- | -------------------------------------- |
| Nummer                                 | 25                                     | 22                                     | 19                                     | 15                                     | 17                                     | 17                                     | 31                                     | 36                                     | uit                                    |

### Nationale Hitparade
| Hitnotering: 18-02-1978 t/m 18-03-1978 | Hitnotering: 18-02-1978 t/m 18-03-1978 | Hitnotering: 18-02-1978 t/m 18-03-1978 | Hitnotering: 18-02-1978 t/m 18-03-1978 | Hitnotering: 18-02-1978 t/m 18-03-1978 | Hitnotering: 18-02-1978 t/m 18-03-1978 | Hitnotering: 18-02-1978 t/m 18-03-1978 |
| Week                                   | 1                                      | 2                                      | 3                                      | 4                                      | 5                                      |                                        |
| -------------------------------------- | -------------------------------------- | -------------------------------------- | -------------------------------------- | -------------------------------------- | -------------------------------------- | -------------------------------------- |
| Nummer                                 | 21                                     | 17                                     | 15                                     | 16                                     | 20                                     | uit                                    |

### NPO Radio 2 Top 2000
| Nummer met noteringen in de NPO Radio 2 Top 2000 | '00  | '01  |
| ------------------------------------------------ | ---- | ---- |
| Ti amo                                           | 1749 | 1826 |

1. ↑  Een vetgedrukt getal geeft de hoogste notering aan.
2. ↑  2000 was het eerste jaar met een notering voor dit nummer.
3. ↑  Deze tabel is bijgewerkt tot en met de laatste editie (2024).